# Vresje, Grabštanj
Vresje (nemško Haidach) je naselje v Občini Grabštanj v Okraju Celovec-dežela na Koroškem v Avstriji.